# Sogpelcé (Thyou)
Ne doit pas être confondu avec Sogpelcé (Poa).
Sogpelcé est une commune rurale située dans le département de Thyou de la province de Boulkiemdé dans la région du Centre-Ouest au Burkina Faso.

## Éducation et santé
La commune accueille un centre de santé et de promotion sociale (CSPS).